# Ryo Tateishi
Ryo Tateishi, född 12 juni 1989 i Kanagawa prefektur, är en japansk simmare.
Tateishi blev olympisk bronsmedaljör på 200 meter bröstsim vid sommarspelen 2012 i London.